# Philip Akin
Philip Akin, né le 18 avril 1950 à Kingston, est un acteur canadien d’origine jamaïcaine.

## Biographie
Philip Akin naît à Kingston, en Jamaïque, au sein d'une fratrie de cinq garçons. En 1953, ses parents s'installent à Oshawa, en Ontario, et leurs enfants les rejoignent un an plus tard. Après le lycée, Akin étudie à l’école de théâtre de l’Institut polytechnique Ryerson (aujourd’hui Université métropolitaine de Toronto), où il devient en 1975 le premier diplômé en interprétation.
Il commence sa carrière avec une production du César et Cléopâtre au Festival Shaw. Il se forme également aux arts martiaux, notamment au Yoshinkan aikido, dans lequel il est ceinture noire cinquième dan.
Il est remarqué dans les années 1980 grâce à l’émission humoristique Bizarre. Il incarne également Charlie DeSalvo dans Highlander ou encore Norton Drake dans War of the Worlds.
Akin prête sa voix à des personnages animés comme Bishop dans X-Men ou Tripp Hansen dans Monster Force.
En 2007, il joue le rôle-titre dans Othello et incarne Crooks dans Des souris et des hommes au Festival de Stratford.
Il est aussi metteur en scène et dirige de 2006 à 2020 l’Obsidian Theatre Company, une compagnie dédiée à la création théâtrale noire. Il y développe des programmes de mentorat pour jeunes metteurs en scène noirs. En 2012, il reçoit le Prix Dora Mavor Moore du meilleur metteur en scène pour Topdog/Underdog de Suzan-Lori Parks.
En 2020, il reçoit le prix Herbert Whittaker pour sa contribution au théâtre canadien.

## Filmographie

### Télévision
Il a participé à de nombreuses séries télévisées, telles que :
- Highlander
- War of the Worlds
- X-Men : la série animée
- The Expanse
- Flashpoint

## Distinctions
- 2012 : Prix Dora Mavor Moore du meilleur metteur en scène
- 2020 : Prix Herbert Whittaker